# Вера Бріттен
Вера Марі Бріттен (англ. Vera Mary Brittain; 29 грудня 1893, Ньюкасл-андер-Лайм, Стаффордшир — 29 березня 1970, Вімблдон) — медсестра Відділення Волонтерської Допомоги, письменниця, феміністка та пацифістка. Її мемуар бест-селлер 1933 Заповіт Юності розповідає про те, що вона пережила під час Першої Світової Війни та початок її шляху до фемінізму.

## Життя та робота

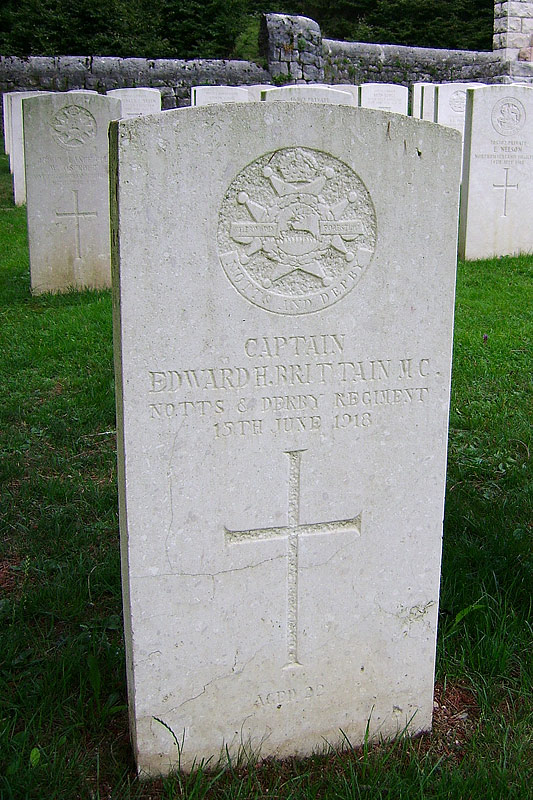
Могила Едварда Бріттена

Бріттен народилася у Ньюкасл-Андер-Лайм у сім'ї заможного паперового фабриканта, Томаса Артура Бріттена (1864—1935) та його дружини Едіт Бервон Бріттен (1868—1948), який володів паперовими млинами у Ганлі та Чеддлтоні.
Коли їй було 18 місяців, її сім'я переїхала до Маклсфілда, Чешир, та коли їй виповнилося 11 років, вони знову переїхали, до курортного містечка Бакстон, у Дербіширі. Під час зростання Бріттен, її найближчим товаришем був її єдиний брат Едвард, молодший від неї майже на два роки. З 13 років вона відвідувала школу-інтернат святої Моніки, в Кінгсвуді, Суррей, де директором була її тітка.
Незважаючи на початкові заперечення свого батька, вона вивчала англійську літературу у коледжі Сомервіля, Оксфорд, відкладаючи своє навчання після одного року влітку 1915 року, для того, щоби працювати як медсестра у  «Відділені волонтерської допомоги» упродовж більшої частини Першої Світової, спочатку у Бакстолі та пізніше у Лондоні, на Мальті та Франції. Її наречений Роланд Лейтон, близькій друг Віктора Річардсона та Джофрі Сарлова, та її брат Едвард, були усі вбиті на війні. Їх листи один одному задокументовані у книзі «Листи від Втраченого Покоління». В одному листі Лейтон звертається до свого покоління волонтерів державної школи де він пише, що він відчуває необхідність зіграти «активну роль» у війні.
Для Бріттен було важко пристосуватися до післявоєнної Англії коли вона повернулася до Оксфорду викладати історію. Вона зустріла Вініфред Голтбі, з якою потоваришувала. Вони обидві прагнули утвердитися на лондонській літературній сцені. Їх дружба тривала до смерті Голтбі від ниркової недостатності у 1935 році. Її іншими літературними сучасниками були: Дороті Л. Сеєрс, Гільда Рейд, Маргарет Кеннеді та Сильвія Томпсон.

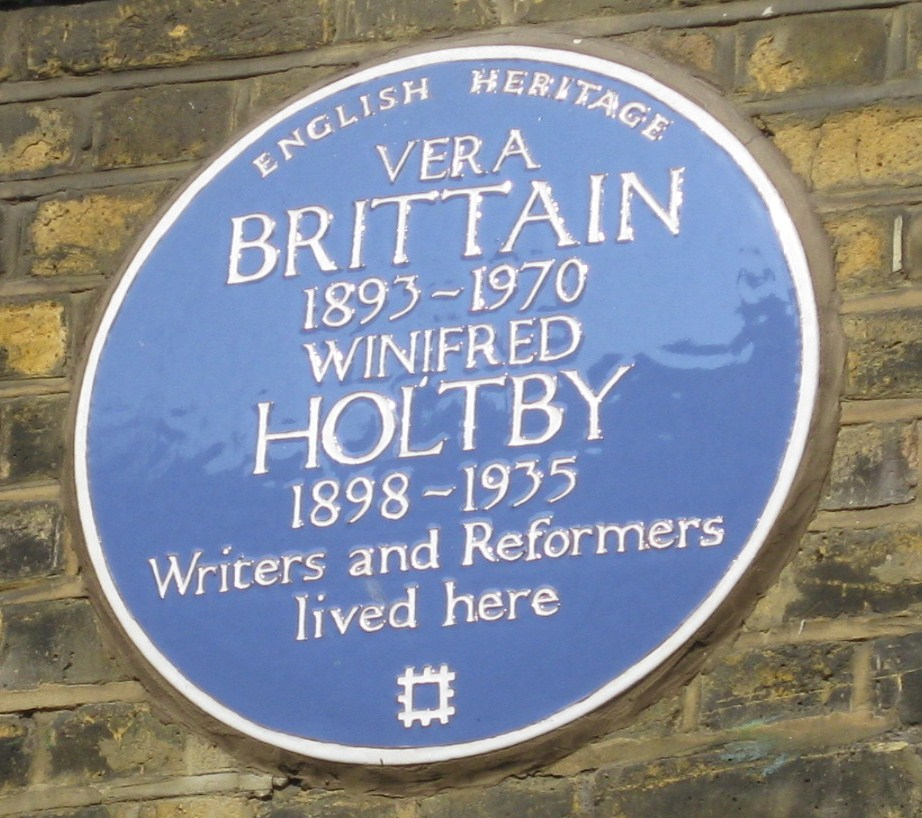
Пам'ятна дошка на домі, де жили Вера Бріттен та Вініфред Голтбі

У 1925 Бріттен одружилася з Джорджем Катліном, політологом (1896—1979). Їх син, Джон Бріттен-Катлін (1927—1987), з яким у Віри були складні стосунки, був художником, живописцем, бізнесменом та автором автобіографії «Сімейний квартер», яка з'явилася у 1987. Їх донька народилася у 1930 році та є колишнім Міністром Праці а зараз займає посаду пера від партії ліберал-демократів, Ширлі Вільямс, одна з «Банди чотирьох», котра протестує проти правого крила Партії Праці яке відмовилося засновувати Соціал демократичну партію у 1981.
Перший опублікований роман Бріттен, «Темний Приплив», створив скандал, так як він висміював донів Оксфорда, особливо у Сомервілі. У 1933 вона опублікувала роботу, завдяки якій вона стала відомою, «Заповіт Юності», за якою йшов «Заповіт Дружби» (1940) її данина попередній та біографію Вініфред Голтбі і «Заповіт досвіду» (1957), продовження її власної історії, яка розвивалася між 1925—1950. Вера Бріттен писала від щирого серця, засновуючи багато своїх романів на реальному досвіді та реальних людях. Щодо цього, її роман «Почесна Держава» (1936) був автобіографічним, який зачіпав втрачену дружбу з романістом Філлісом Бентлі, її романтичні почуття до американського видавця Джорджа Брета Молодшого та смерть її брата Едварда під час бойових дій на італійському фронті у 1918. Щоденники Бріттен між 191 — 17 були опубліковані у 1918 році як «Хроніки Юності». Деякі критики сперечалися, що «Заповіт Юності» дуже сильно відрізняється від британських записів часів війни, припускаючи що вона була більш стриманою, коли писала ретроспективно.
У двадцятих роках двадцятого століття вона стала регулярним спікером від імені Ліги Націй, але у червні 1936 її запросили виступати на мітингу миру у Дорчестрі, де вона ділила платформу з Діком Шепардом, Джорджем Ланибері, Лоуренсом Хаузменом та Дональдом Сопером. Пізніше, Шепард запросив її взяти участь у «Союзі Обітниці Миру». Впродовж шести місяців обережного міркування у січні 1937 вона погодилася. Пізніше в цьому році, Бріттен також приєдналася до Англіканського Пацифістського Об'єднання. Її нещодавно відкритий пацифізм вийшов на перший план під час Другої Світової Війни, коли вона почала серію «Листів до Прихильників Миру».
Вона була практикуючим пацифістом у тому сенсі, що вона працювала вогневідвідником та подорожувала по країні збираючи кошти на акцію допомоги харчовими продуктами від Союзу Обітниці Миру. Її зневажали за те, що вона виступала проти масових бомбардувань німецьких міст через її буклет 1944 під назвою «Різанина Бомбардуванням». У 1945, нацистська «Чорна Книга»', яка містила приблизно 3,000 людей, які повинні були б миттєво заарештовані після німецького вторгнення до Британії, містила також її ім'я.
З 1930 року та далі, Бріттен була регулярним вкладником пацифістського журналу «Мирні Новини». Врешті-решт вона стала членом редакційної колегії журналу та протягом 1950—1960 вона «писала статті проти апартеїду та колоніалізму та на користь ядерного роззброєння».
У листопаді 1966, вона впала на погано освітленій вулиці на шляху до публічного виступу. Вона відвідала виступ, але після цього було виявлено, що в неї тріщина та зламаний мізинець на правій руці. Ці травми почали фізичний занепад у якому її розум став більш збентеженим та усамітненим. Приблизно в цей час BBC взяла в неї інтерв'ю; колі її спитали, чи пам'ятає вона Роланда Лейтона, вона відповіла «а хто це?»
Бріттен ніколи повністю не відійшла від смерті свого коханого брата у червні 1918. Вона померла у Вімблдоні 29 березня 1970 у віці 76 років. За її бажанням її попіл повинен був бути розвіяним на могилі Едварда на Плато Азіаго у Італії — «майже 50 років більша частина мого серця була на тому італійському кладовищі» — та її донька виконала її бажання у вересні 1970.

## Культурна спадщина
Її зобразила Шеріл Кембел у телевізійній адаптації «Заповіту Юності» на BBC2 у 1979 році.
Автор пісень, приятель та член «Англіканського Пацифістського Товариства» Сью Гілмьорей написала пісню в честь Бріттен, яку назвала «Вера»
У 1998 році, «Перші листи» з Першої Світової Війни Бріттен були відредаговані Аланом Бішопом та Марком Бостріджем та опубліковані під назвою «Листи від втраченого покоління». Вони також були адаптовані Бостриджем для серій Radio Four, де брали участь Аманда Рут та Руперт Грейвс.
«Тому що тебе нема», новий підбір поезії, виданий у 2018, щоби вшанувати пам'ять дев'ятнадцятої річниці «Перемир'я».
У лютому 2009 року було повідомлялося, що BBC Films збирається адоптувати мемуари Бріттен «Заповіт юності» для подальшого фільму. Ірландській актрисі Сірші Ронан запропонували зіграти роль Бріттен. Проте, у грудні 2013 було оголошено, що шведська актриса Алісія Вікандер буде грати роль Бріттен у фільмі «Спогади про майбутнє», який побачив світ у 2014 році з нагоди вшанування пам'яті Першої Світової Війни. У фільмі також грали Кіт Харінгтон, Колін Морган, Таронм Егертон, Александра Роуч, Домінік Вест, Емілі Вотсон, Джоана Сканлан, Генлі Атвел, Джонатан Бейлі та Анна Чанселор. Девід Гейман, продюсер фільмів про Гаррі Поттера та Розі Алісон були продюсерами цього фільму.
Пам'ятні дошки з її прізвищем є на всіх колишніх будинках, де вона мешкала, а саме: 9 Сідмаус Авеню, Ньюкастл-андер-Лайм, 151 Парк Роуд, Бакстон, Доуті-стріт, Блюмбсбері та 117 Вімеринг Меншен, Мейда Вейл, західний Лондон. Також є дошка з її прізвищем у садах Павіліон, Бакстон, вшановуючи пам'ять про проживання Бріттен у цьому місті, хоча дати які вказують на час написані неправильно.
Архів Вери Бріттен був проданий у 1971 році університетові МакМастер у Гамільноті, Онтаріо. Подальша колекція папер, накопичена під час написання її біографії, була подарована бібліотеці коледжу Сомервіль, Оксворд, Полоном Бері та Марком Бостріджем.

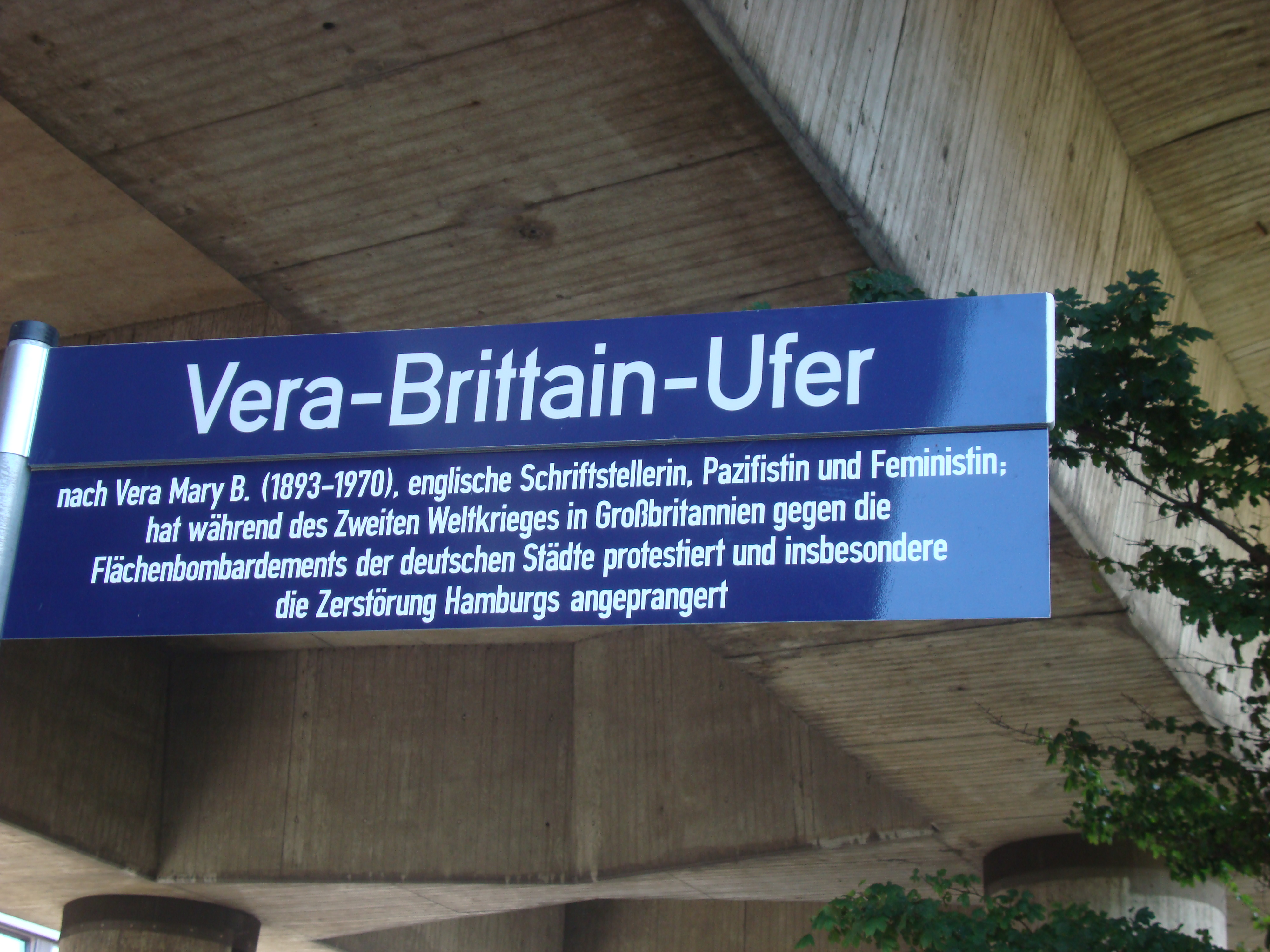
Променад носить ім'я Вери Бріттен у Гамбурзі
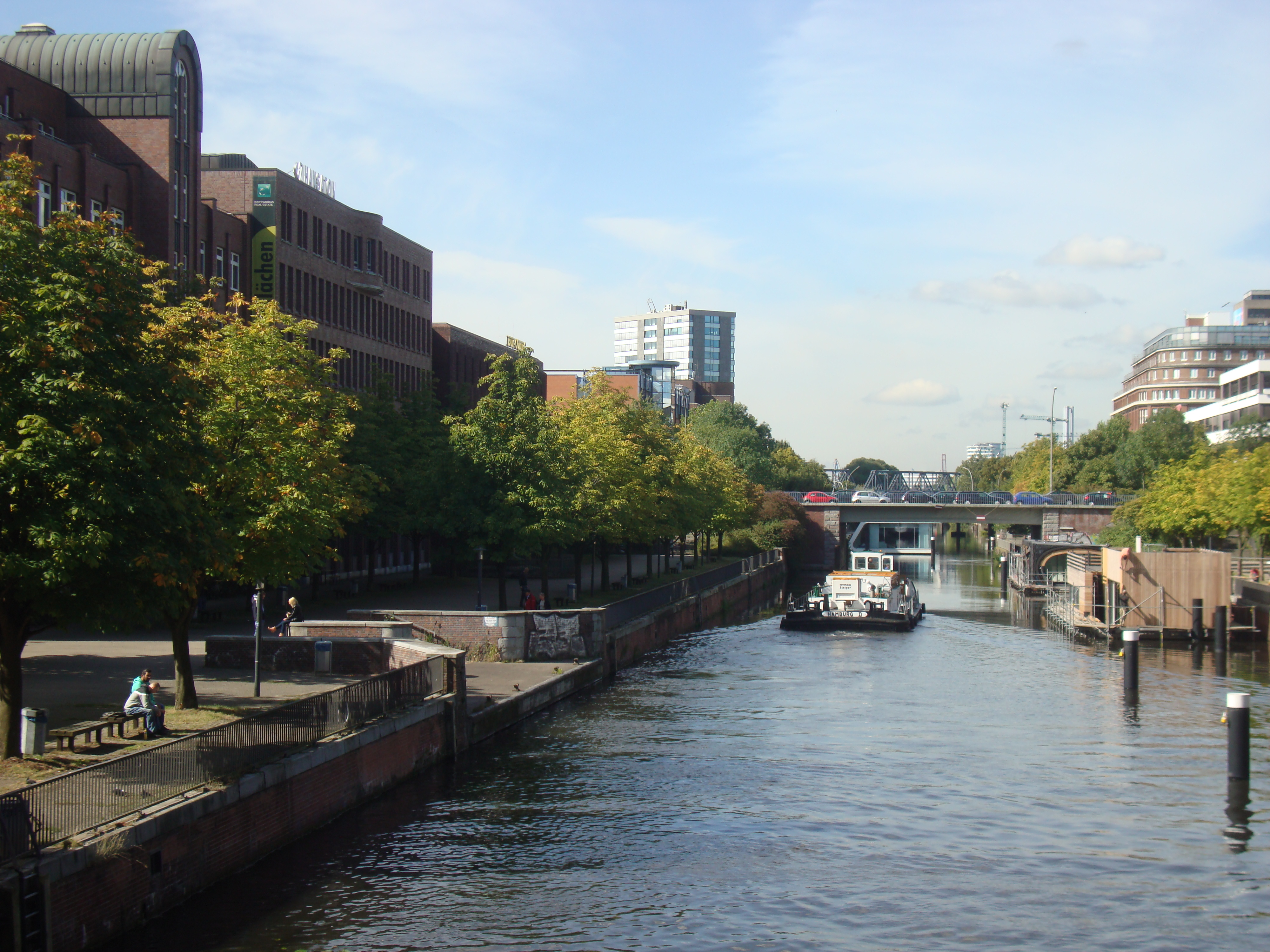
Променад Вери Бріттен, Гамбург
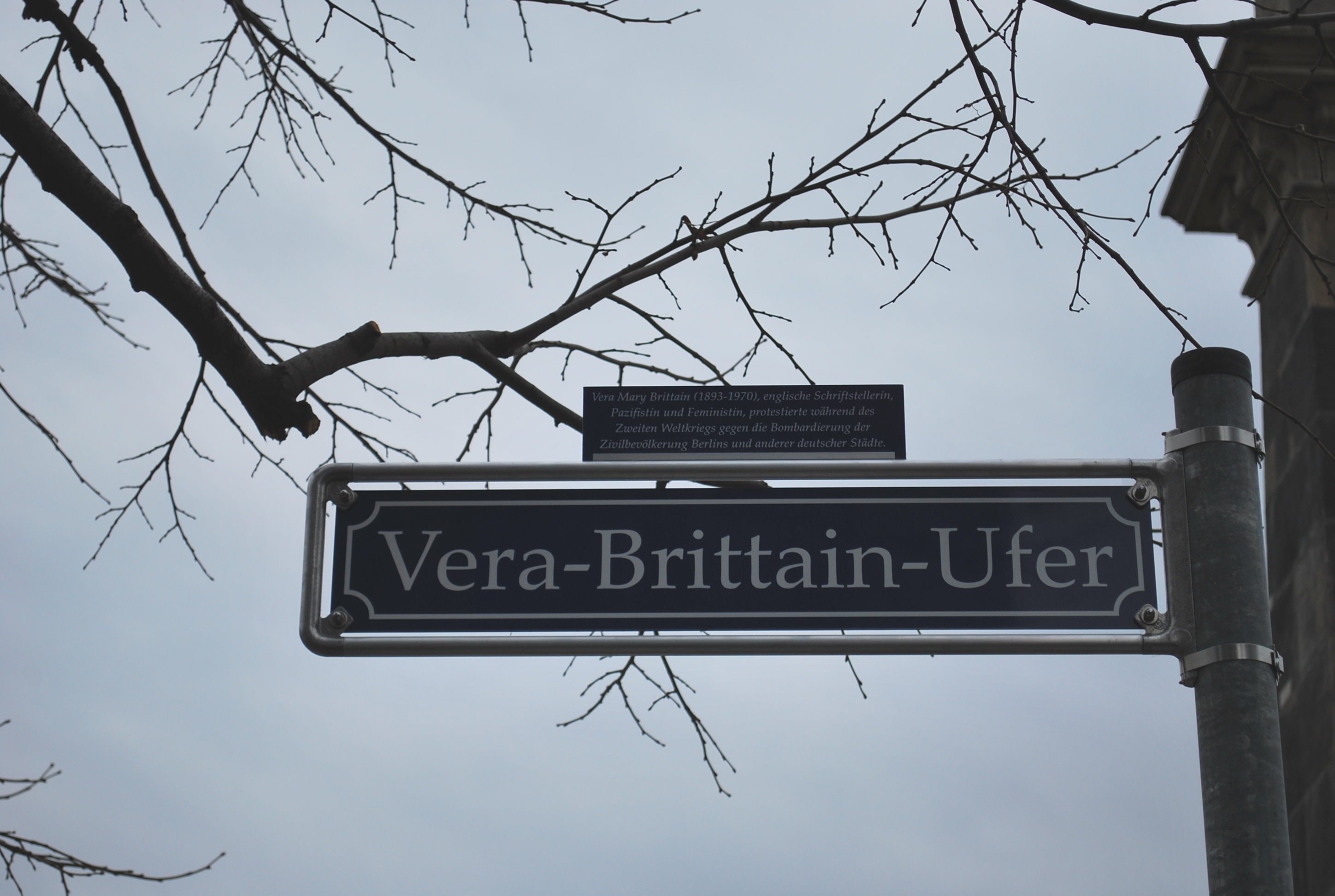
Берег Вери Бріттен

## Відібрана бібліографія
- 1923 — The Dark Tide
- 1929 — Halcyon: Or, The Future of Monogamy (есе, To-day and To-morrow [Архівовано 28 липня 2013 у Wayback Machine.] серія памфлетів)
- 1933 — Testament of Youth
- 1936 — Honorable Estate (роман з елементами автобіографії)
- 1940 — Testament of Friendship
- 1941 — England's hour (листи та стаття початку Другої світової війни)
- 1944 — Massacre by Bombing
- 1957 — Testament of Experience
- 1960 — The women at Oxford; a fragment of history
- 1981 — Chronicle of Youth: The War Diary, 1913—1917 (щоденник)
- 1985 — Testament of a generation: the journalism of Vera Brittain and Winifred Holtby (статті Бріттен та Холтбі)
- 1988 — Testament of a peace lover (пацифістські статті та виступи)